# 蔡振华 (美术家)
蔡振华（1912年10月—2006年3月），浙江德清人，中国画家。

## 生平
1912年10月22日出生，1929年考入国立艺术学院（后改名国立杭州艺术专科学校），1934年毕业。三四十年代主要在上海从事工商美术设计，成绩斐然，备受当时广告界和出版界瞩目，业余时间画些漫画，并为出版社作封面设计和插图。
1949年中华人民共和国建立后，蔡振华多次圆满完成政府委派的重要设计任务，并创作了大量宣传画和漫画。因工作成绩突出，1956年被评为上海新闻出版发行单位、上海文化艺术单位先进代表出席全国先进文化工作者会议。他的美术作品，无论是设计、宣传画、漫画，均有自己独特的艺术风格。1956年，宣传画《共同劳动 共享成果》被选赴莫斯科社会主义国家联展，后被中国美术馆收藏。1989年漫画《宝贝啊，妈妈真的受不了啦》获第七届全国美展漫画铜奖。鉴于他多年为漫画事业付出的努力，1993年由中国美协漫画艺术委员会授予其《金猴奖》。
自1959年北京十大建筑兴建，他便是人民大会堂上海厅总体设计小组负责人，参与和主持完成了上世纪50年代末至90年代末北京人民大会堂上海厅装饰布置设计。1991年、1999年获上海市政府颁发的《北京人民大会堂上海厅装饰布置工作中作出成绩荣誉证》。1994年北京人大会堂国宴厅改造，他同样付出许多智慧和心血，并亲自为国宴厅主立面设计了大型装饰木雕壁画《锦绣河山》，为此获上海市政府颁发的《在人大会堂国宴厅改造装修工作中做出贡献荣誉证》。此外他还完成了中、俄、哈、吉、塔五国元首上海签约仪式场所和上海市政府“人民大厦”所有贵宾厅的首次装饰布置设计等重大任务。1995年因参与上述五国首脑会议主会场布置而收到上海市政府的感谢信。
蔡振华1958年加入中国共产党。1956年调中国美协上海分会工作，曾先后担任创作办公室主任，会员工作部主任，副秘书长，秘书长。他曾任上海市第一、二、三、四届政协委员，中国美术家协会理事，上海市文联委员，上海美协顾问，上海市工业美术协会顾问委员会主任，上海大学美术学院兼职教授，交通大学艺术系顾问，上海包装技术协会顾问，上海广告协会顾问，中国流行色协会顾问。中国民主同盟上海市委员会常务委员，中国民主同盟上海市委员会顾问。

## 纪念
2006年6月，上海市美术家协会、上海市工业美术设计协会、上海中国画院为蔡振华举办了《蔡振华从艺七十年画展》。2008年1月，上海人民美术出版社出版了《蔡振华艺术集》，收集了画家的部分作品257幅，其中装饰画41幅，宣传画14幅，招贴画7幅，年画3幅，连环画及连环画片断8套（幅），插图10幅，设计44幅，速写和素描37幅，漫画91幅，国画1幅，其他画1幅。